# Heterodino

gráfico vectorial, circuito mezclador de frecuencia con anotaciones en inglés

En telecomunicación, el término heterodino tiene los siguientes significados:
1.  Generar nuevas frecuencias mediante la mezcla de dos o más señales en un dispositivo no lineal, tal como un diodo, una  válvula termoiónica o un transistor.
2. La frecuencia producida por la mezcla de dos o más señales en un dispositivo no lineal se denomina heterodina.
Una aplicación de la heterodinación la tenemos en los receptores de radio superheterodinos, donde cualquier frecuencia entrante seleccionada es convertida mediante este principio en una frecuencia intermedia común, con lo que se facilita la amplificación y se mejora la selectividad.

## Aplicaciones
La heterodinación se utiliza ampliamente en la ingeniería de comunicaciones para generar nuevas frecuencias y mover información de un canal de frecuencia a otro. Además de su uso en el receptor superheterodino que se encuentra en casi todos los receptores de radio y televisión, que se utiliza en transmisores de radio, módems, satélites de comunicaciones y set-top boxes, radares, radiotelescopios, telemetría, sistemas de telefonía celular, cabeceras y descodificadores de televisión por cable, relés de microondas, detectores de metales, relojes atómicos y sistemas de contramedidas electrónicas militares (jamming).

### Conversores superiores e inferiores
En las redes de telecomunicaciones de gran escala, tales como troncos de redes telefónicas, relé de microondas, redes de televisión por cable y enlaces de sistemas de comunicación por satélite, se comparten enlaces de  ancho de banda de gran capacidad por muchos canales de comunicación individuales, mediante el uso de heterodino para mover la frecuencia de las señales individuales a diferentes frecuencias, que comparten el canal. Esto se conoce como multiplexación por división de frecuencia (FDM).
Por ejemplo, un cable coaxial utilizado por un sistema de televisión por cable, puede llevar 500 canales de televisión al mismo tiempo, debido a que cada uno se le da una frecuencia diferente, por lo que no interfiere uno con el otro. En la fuente de cable o cabecera, supra-convertidores (o ascen-convertidores) electrónicos convierten cada canal de televisión entrante a una nueva frecuencia, superior. Lo hacen mediante la mezcla de la frecuencia de señal de televisión, fCH con un oscilador local a una frecuencia mucho más alta fLO , creando un heterodino en la suma fCH+fLO, que se añade al cable. En el hogar del consumidor, el descodificador de cable tiene un infra-convertidor (o descen-convertidor) que mezcla la señal de entrada a la frecuencia fCH+fLO con el mismo oscilador local de frecuencia fLO creando la diferencia heterodina, convirtiendo el canal de televisión de nuevo a su frecuencia original: (fCH+fLO)-fLO= fCH. Cada canal se mueve a una frecuencia más alta diferente. La frecuencia de base inferior original de la señal se llama banda base, mientras que el canal más alto al que se ha trasladado, se llama banda de paso.